# MPZL2
MPZL2 (англ. Myelin protein zero like 2) – білок, який кодується однойменним геном, розташованим у людей на 11-й хромосомі. Довжина поліпептидного ланцюга білка становить 215 амінокислот, а молекулярна маса — 24 484.
| 10         |  | 20         |  | 30         |  | 40         |  | 50         |
| ---------- |  | ---------- |  | ---------- |  | ---------- |  | ---------- |
| MYGKSSTRAV |  | LLLLGIQLTA |  | LWPIAAVEIY |  | TSRVLEAVNG |  | TDARLKCTFS |
| SFAPVGDALT |  | VTWNFRPLDG |  | GPEQFVFYYH |  | IDPFQPMSGR |  | FKDRVSWDGN |
| PERYDASILL |  | WKLQFDDNGT |  | YTCQVKNPPD |  | VDGVIGEIRL |  | SVVHTVRFSE |
| IHFLALAIGS |  | ACALMIIIVI |  | VVVLFQHYRK |  | KRWAERAHKV |  | VEIKSKEEER |
| LNQEKKVSVY |  | LEDTD      |  |            |  |            |  |            |

A: Аланін

C: Цистеїн

D: Аспарагінова кислота

E: Глутамінова кислота

F: Фенілаланін

G: Гліцин

H: Гістидин

I: Ізолейцин

K: Лізин

L: Лейцин

M: Метіонін

N: Аспарагін

P: Пролін

Q: Глутамін

R: Аргінін

S: Серин

T: Треонін

V: Валін

W: Триптофан

Задіяний у такому біологічному процесі, як клітинна адгезія. 
Локалізований у мембрані.